# Port de Saleix
Le port de Saleix est un col pédestre des Pyrénées ariégeoises en région Occitanie en France. Il relie les communes d'Aulus-les-Bains à l'ouest et d'Auzat à l'est via les sentiers GR 10 et le GRP Tour du pic des Trois-Seigneurs.
Il sépare le massif de Lherz au nord du massif de Bassiès au sud.

## Géographie
| Col d'Agnes      | Pic de Girantès Massif de Lherz | Sommet de Bizourtouse                       |
| Vallée du Garbet | Port de Saleix                  | Vallée du Saleix Vallée de Vicdessos        |
| Étang de Labant  | Étang d'Alate Massif de Bassiès | Port de Bassiès Refuge et étangs de Bassiès |

### Géologie
Les écailles de gneiss du faciès granulite du port de Saleix et du massif de Lherz constituent des témoins du socle profond pyrénéen. C'est en ces lieux que la lherzolite et l'ariégite ont été notamment  mises en évidence. Diverses études géologiques sont régulièrement conduites dans ce secteur.

## Histoire
Le col était au XIXe siècle un lieu d'estive pour les bergers et vachers des deux vallées. De nombreux abris en pierre sèche appelés orris permettaient aux villageois de rester plusieurs jours au col.

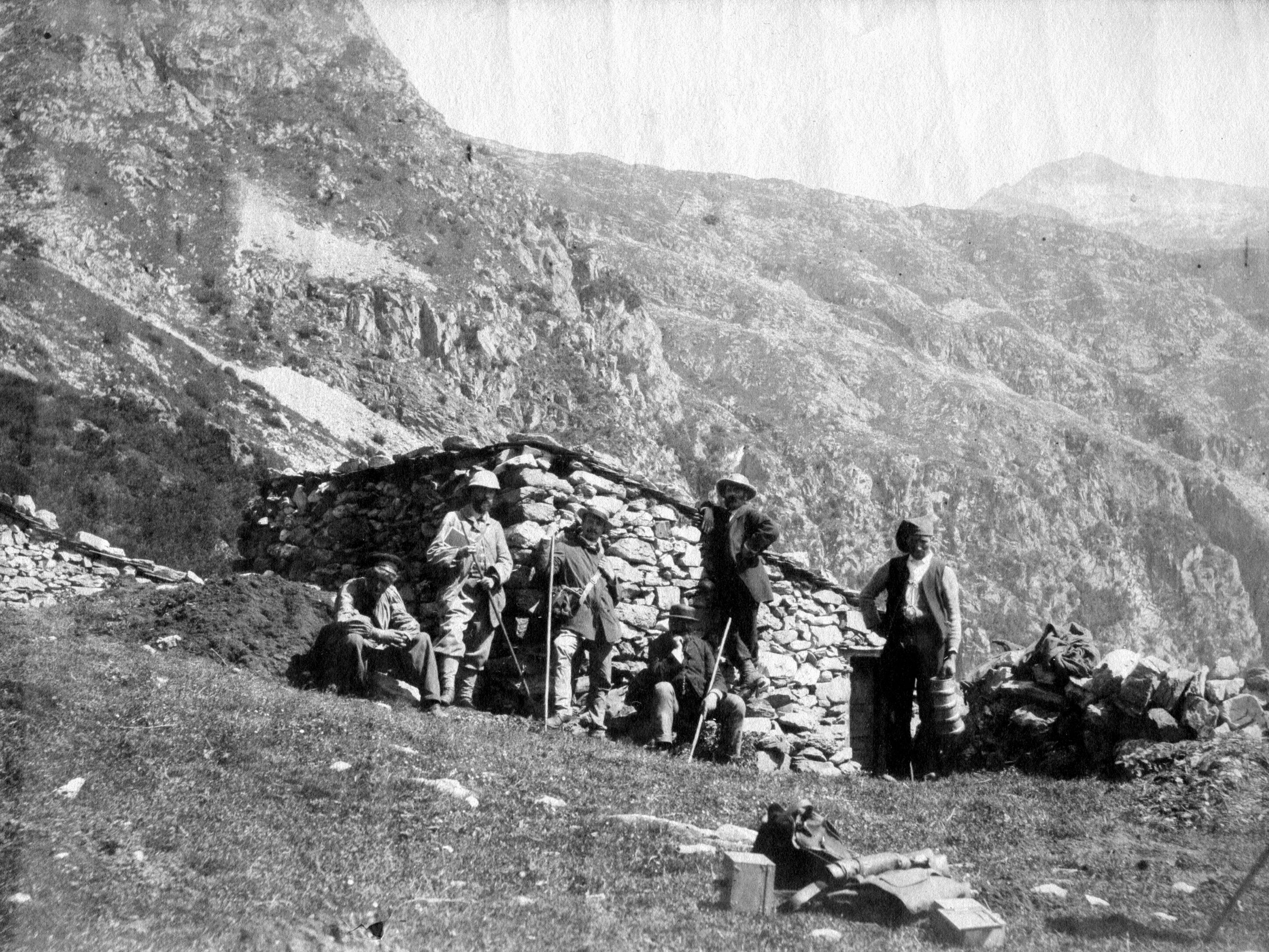
Cabane de berger au port de Saleich (Saleix), 17 juillet 1882 (Fonds Trutat).
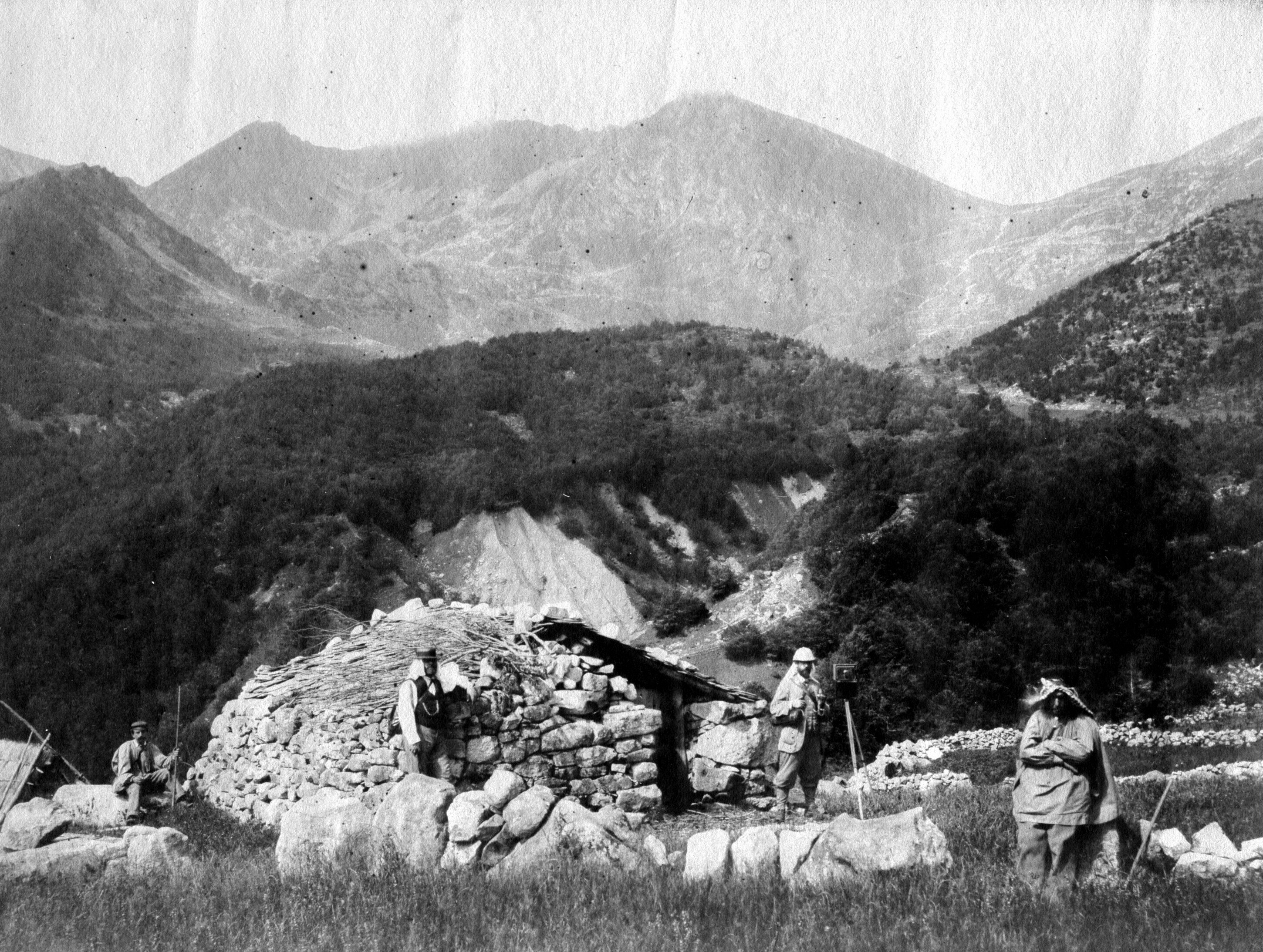
Cabane de berger, col de Saleich (Saleix), coté Vicdessos (Fonds Trutat).
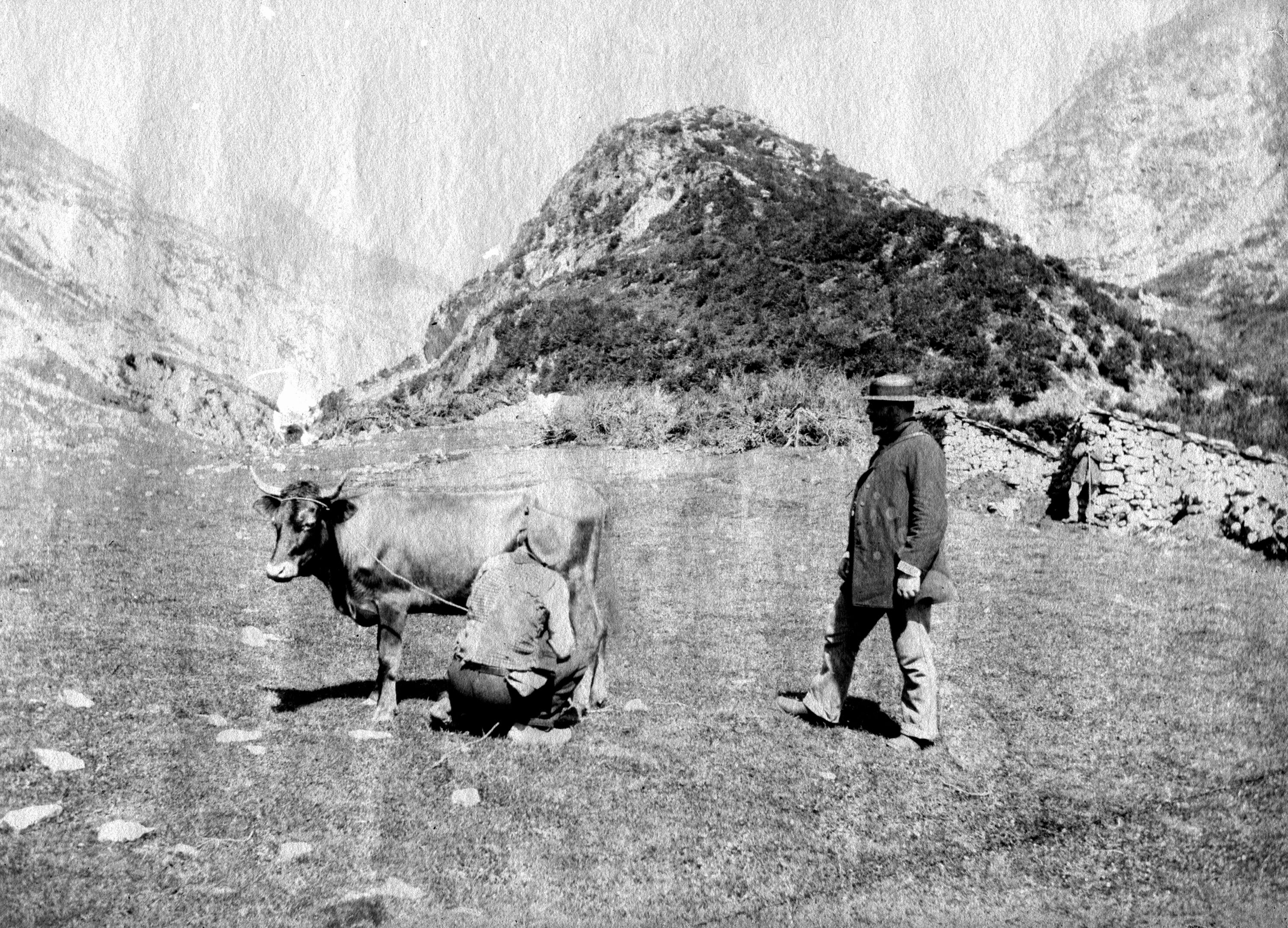
Berger occupé à traire une vache au port de Saleich (Saleix), 17 juillet 1882 (Fonds Trutat).

## Randonnées

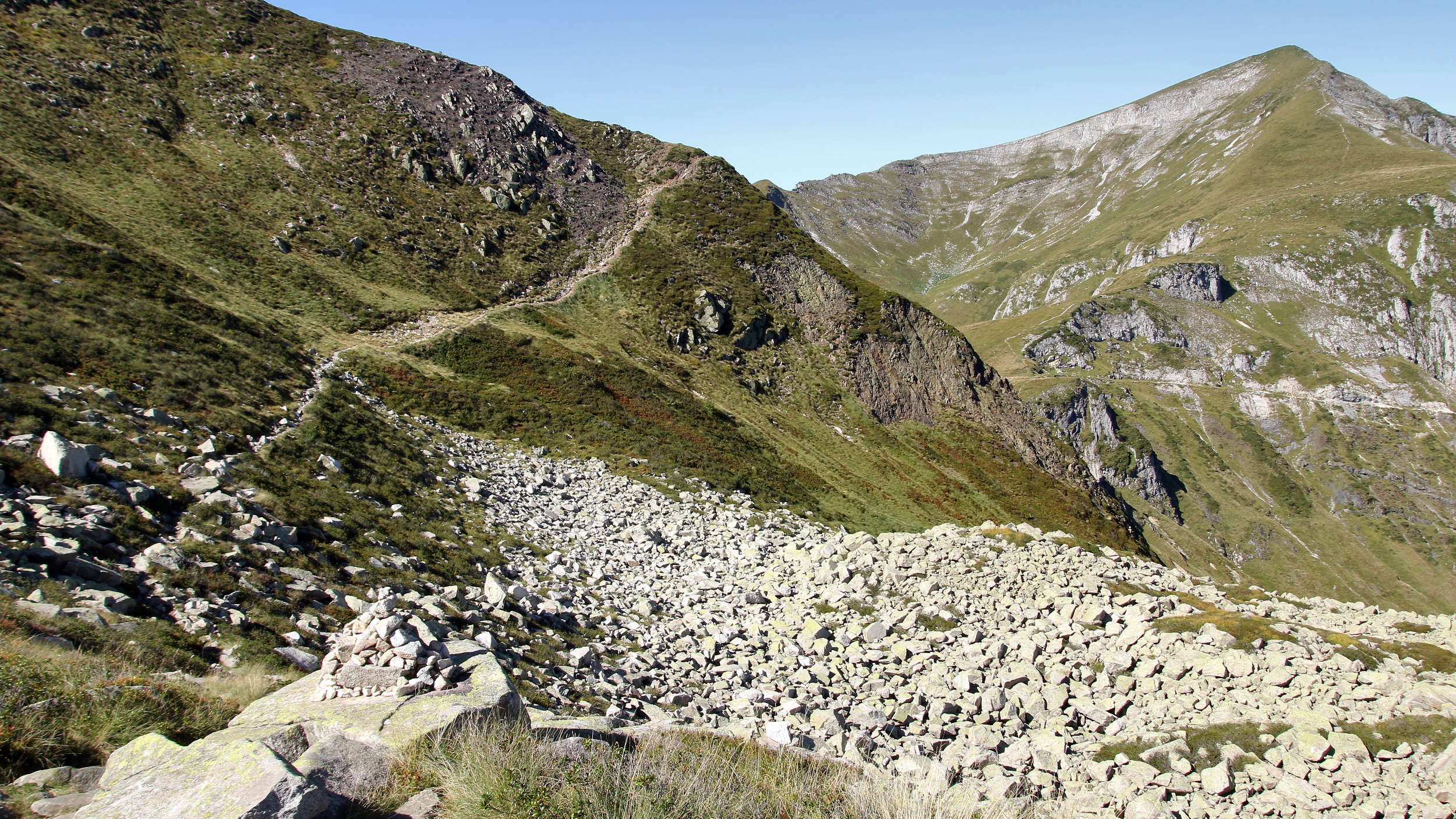
GR10 au sud-est en provenance du port de Bassiès. Au fond le port de Saleix dominé par le mont Ceint (pic de Girantès).

Deux sentiers de randonnées se croisent au niveau du port de Saleix :
- le GR 10 monte de l'ouest par la vallée du Garbet près d'Aulus-les-Bains, puis au port part direction sud-est vers le port de Bassiès pour redescendre aux étangs et refuge de Bassiès ;
- le GRP dit « Tour du Pic des Trois Seigneurs » descend du nord depuis le pic de Girantès, dans le massif de Lherz, puis part à l'est pour descendre dans la vallée du Saleix, vallon où coule le ruisseau de Saleix, pour arriver au-dessus du bourg de Vicdessos.